# دایمنشنال فاند
دایمنشنال فاند (انگلیسی: Dimensional Fund) شرکت سرمایه‌گذاری آمریکایی است، که در سال ۱۹۸۱ توسط دیوید بوث و رکس سینکفیلد تأسیس شد.